# Heteropoda goonaneman
Heteropoda goonaneman là một loài nhện trong họ Sparassidae.
Loài này thuộc chi Heteropoda. Heteropoda goonaneman được Hugh Davies miêu tả năm 1994.